# Yudel Johnson
Yudel Johnson Cedeno (6 giugno 1981) è un pugile cubano.

## Palmarès

### Olimpiadi
- 1 medaglia:
  - 1 argento (Atene 2004 nei pesi superleggeri)

### Giochi panamericani
- 1 medaglia:
  - 1 oro (Winnipeg 1999 nei pesi piuma)

### Giochi CAC
- 1 medaglia:
  - 1 oro (Cartagena 2006 nei pesi superleggeri)